# Catharina van Rees
Catharina Felicia van Rees (Zutphen, 22 augustus 1831 - Velp, 28 maart 1915), was een Nederlandse schrijfster, componiste en actief feministe. Tot 1870 schreef ze onder het pseudoniem Celéstine.

## Levensloop

### 1831-1869
Catharina van Rees was de dochter van Richardus van Rees, ontvanger en/of controleur der (rijks-)belastingen en Constantia Wilhelmina Piper. Zij was de jongste van een groot, maar welvarend gezin met nog acht andere kinderen, drie meisjes en vijf jongens. Haar vader stierf toen zij nog maar zeven jaar oud was, waarna een ongehuwde broer van haar moeder de zorg voor het gezin op zich nam. Zonder twijfel ontfermde hij zich ook over de opvoeding van Van Rees, die ruimschoots de kans kreeg haar muzikale talent te ontwikkelen.
Zoals zij later aangaf was de muziek al vanaf haar kinderjaren haar ware roeping. Vanaf vijfjarige leeftijd schreef zij pianostukken en vanaf haar achttiende speelde zij haar eigen composities. Omstreeks 1855 bleek een geslaagde uitvoering bepalend voor de rest van haar leven: haar ‘Opéra Comique’, getiteld Les Débutants, werd in Utrecht voor een privé-publiek opgevoerd. Het aanbod om met dit operagezelschap naar Parijs te gaan om daar te gaan studeren, sloeg zij op advies van haar moeder, die vond dat een carrière in de muziek beneden haar stand was, af. Van Rees, aanvankelijk teleurgesteld, gaf vervolgens aan blij te zijn met deze keuze, omdat zij van de muziek nu ‘al het aangename’ genoot, ‘zonder er de pijnlijke ervaringen van te ontvangen die ze als broodwinning of als beroep met zich meebrengt’.
Van 1862 tot 1867, leefde Van Rees samen met filantrope en sociaal hervormster Jeanne Merkus (1839-1897) in de buurt van Arnhem.
Hoewel het al niet gepast was voor een vrouw uit een gegoede familie om een betaalde baan te zoeken, zou het voor de ongehuwde Van Rees nog extra moeilijk blijken zich staande te houden als onafhankelijk componiste. De door haar ervaren beperkingen tijdens haar muzikale loopbaan hebben er ongetwijfeld toe bijgedragen dat zij vanaf 1860 stelling nam als hartstochtelijk voorvechtster van de uitbreiding van de opleidings- en beroepsmogelijkheden voor vrouwen. Van Rees zocht haar broodwinning niet meer in de muziek, maar in het schrijven, waarin zij vanaf het begin opnieuw de ondergeschikte positie van vrouwen aan de kaak stelde. De oudste publicatie van Van Rees, die tot in 1870 onder het pseudoniem Celéstine zou schrijven, dateert waarschijnlijk van 1860. In reactie op een reeks artikelen over vrouwenemancipatie van ‘de Censor’ in De Tijdspiegel vraagt zij in een 'Brief van eene geëmancipeerden vrouw' aan den Censor speciale aandacht voor de problematiek van ongehuwde vrouwen. Van Rees, die hun aantal jaarlijks zag groeien, benadrukte dat kennisverwerving de belangrijkste voorwaarde is om een betere toekomst te creëren: ‘zal men nu die ongehuwden het recht blijven betwisten om zich een andere werkkring te scheppen, waaraan haar geest behoefte heeft en zij buiten zichzelf ook anderen nuttig kunnen zijn?’ (De Tijdspiegel 17 (1860) II, 393). Na deze open brief volgden al snel verscheidene fictionele vertellingen in De Tijdspiegel en Nederland. Ook zagen haar eerste literaire werken het licht: Twee novellen (1861), Zuster Catchinka (1866) en Rob’s moeder (1868).

### 1870-1889
In 1870 nam Van Rees in een pamflet in de vorm van een open brief aan feministische landgenoten opnieuw stelling in het vrouwenemancipatiedebat. Pleitte zij eerst voor een betere ontwikkeling van vrouwen in het algemeen, nu deed zij concrete voorstellen: naar Frans en Duits voorbeeld moesten er meer meisjesscholen in het middelbaar onderwijs in Nederland worden opgericht. Met name noemde zij de initiatieven van haar goede vriend en uitgever van De Tijdspiegel, Jan Pieter de Keyser, die in 1860 in Arnhem een openbare kweekschool voor leraressen had opgericht.

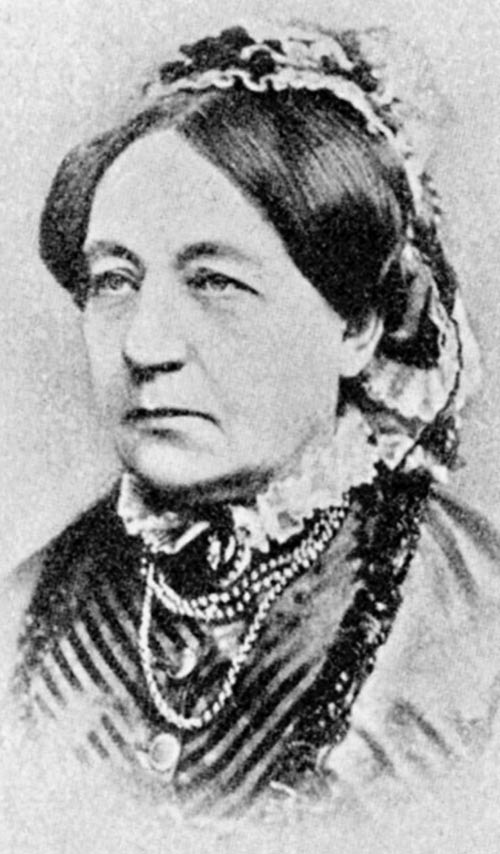
Louise Otto-Peters, voorzitter van de Allgemeine Deutsche Frauenverein, waarmee Van Rees contact onderhield

Tijdens de publicatie van het pamflet en al sinds 1869, woonde Van Rees in Duitsland, waar in die tijd de kosten van levensonderhoud voor mensen in een zelfde positie als zij veel lager waren. Vanuit haar woonplaats Bonn zette zij onophoudelijk haar activiteiten als schrijfster en activiste voort. Zij onderhield contacten met de Duitse feministe Louise Otto-Peters, voorzitster van de Allgemeine Deutsche Frauenverein en ze werkte mee aan Neue Bahnen, het tijdschrift van deze feministische organisatie. Bovendien droeg Van Rees regelmatig als recensent en verslaggever bij aan de emancipatorische tijdschriften van de dames van het vrouwentijdschrift Onze Roeping (1870-1873), geleid door Betsy Perk. Haar belangrijkste bijdrage was een serie in vier delen over de vrouw in de Duitse geschiedenis, waarin zij in een aangrijpend betoog oproept tot het op schrift zetten van de geschiedenis van de vrouw: ‘Tot nu toe hebben de geschiedschrijvers de vrouw zeer weinig hunnen aandacht waardig gekeurd. Toch heeft ook zij deel aan de ontwikkeling van kunst en wetenschap, want ook zij droeg steenen aan tot het bouwen van den tempel des roems, waarop onze tijd zich verheft.’ Alle vrouwen die een belangrijke rol hebben gespeeld in het Duitse culturele en sociale leven, vanaf de oudheid tot aan het begin van haar eigen tijd, passeren de revue.
Bovendien schreef Van Rees omstreeks dezelfde tijd twee boekdelen met souvenirs aan reizen naar Nice, Genua, Rome, Capri, Pompeï, Florence en Venetië, die in 1872 onder de titel 'Herinneringen aan het Zuiden' werden uitgebracht. Daarin schrijft ze over monumenten en over de natuur, maar ook over ‘hartszaken’, terwijl zij een gevallen vrouw als heldin van het verhaal opvoert.
Nadat het tijdschrift Onze Roeping ophield te bestaan, werkte Van Rees mee aan een ander vrouwentijdschrift genaamd Ons Streven (1870-1878), maar haar betrokkenheid beperkte zich hier tot een enkele serie en een kritisch artikel over de spiritistische beweging in Groot-Brittannië. Het liefst zag Van Rees zich, samen met Jan Pieter de Keyser en met hulp van enkele ‘dappere schrijfsters’, aan het hoofd van een nieuw vrouwentijdschrift. Deze ambitie werd niet vervuld, maar in 1877 kreeg Van Rees, die inmiddels was teruggekeerd naar Nederland, te weten naar Apeldoorn, de verantwoording voor een groot project: uitgeverij de Erven F. Bohn vroeg haar redactrice te worden van een nieuwe Bibliotheek van Nederlandsche Schrijfsters. In die reeks werden werken van Elise van Calcar, Virginie Loveling, Maria Carolina, Frank, Jacoba van Westrheene en van Van Rees zelf uitgebracht. Na twee jaar kwam hier echter een einde aan, omdat de kwaliteit van de manuscripten te wensen over liet en de serie met verlies draaide.

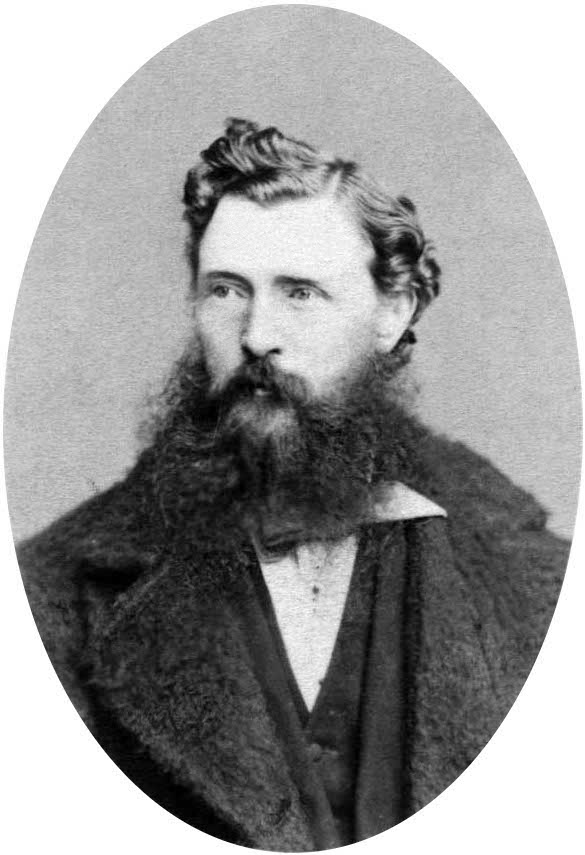
Thomas François Burgers, 4e président van de Zuid-Afrikaanse Republiek van Transvaal

Hoewel in de jaren ‘70 het schrijven haar hoofdactiviteit bleef, ging Van Rees ook erg druk door met componeren. Alleen al in de periode tot 1874 rolden er op zijn minst dertig muziekstukken vooral bestemd voor piano met of zonder zang van de persen, waaronder Gondellied (1863), Andante en Allegro (1866) en Fantaisie brillante en Rêverie. Van Rees verwierf een grotere bekendheid met het Transvaalse Volkslied, toen nog in het Nederlands en niet in het Afrikaans, dat zij in 1875 schreef op verzoek van Thomas François Burgers, die van 1871 tot 1876 president was van de Zuid-Afrikaanse Republiek van Transvaal. Hij had Van Rees ontmoet tijdens zijn theologiestudie in Utrecht (1853-1858). Ook speelde hij fluit in Les Débutants, de opera van de jonge componiste. Tijdens een reis met diplomatieke doeleinden door Europa, bracht hij haar twee bliksembezoeken in Bonn: de eerste keer om haar te vragen een volkslied te schrijven, de tweede keer, een maand later, om het lied op 14 oktober 1875 op te halen. Tot hun grote teleurstelling echter, besloot de Volksraad van 1876 een ander lied tot Transvaals Volkslied uit te roepen. Hoe het ook zij, het volkslied van de Republiek Zuid-Afrika werd op 7 januari 1876 te Arnhem geschreven. Hoewel het lied van Van Rees meerdere malen werd herdrukt, liep de hele affaire uit op een grote teleurstelling, want de compositie van het volkslied werd bij vergissing toegeschreven aan de beroemde musicus Richard Hol. Dit maakte dat Van Rees zich verloochend voelde door de Nederlandse pers. Verbitterd schreef zij dat het Transvaalse Volkslied haar door de Hollandse geldzucht, jaloezie en onverschilligheid zoveel pijn had gedaan, dat zij er spijt van had het geschreven te hebben.
Dit was niet de enige tegenslag die Van Rees te verwerken kreeg: zij raakte meer en meer teleurgesteld in de letterkunde omdat haar romans overwegend negatief ontvangen werden. Men verweet haar vooral het verdraaien van historische feiten en een te hoogdravend taalgebruik. De ontevredenheid van Van Rees richtte zich vooral tegen de ’heren der schepping’ die de werkelijke strekking van haar werk niet wilden begrijpen. Na een vernietigende kritiek van de heer Leopold op haar Muzikale novellen (1876) vroeg Van Rees haar goede vriendin Elise van Calcar haar roman De familie Mixpicle (1877) te bespreken: ‘Ik wil nu eens door een vrouw gerecenseerd worden. Die mannen praten honderd uit over onze opvoeding en slaan gewoonlijk de plank geheel mis. ’ Kort daarna, verscheen er inderdaad een lovende kritiek van Van Calcar in De Tijdspiegel. Dat betekende echter nog steeds niet dat de tijden veranderd waren. De grootste kritiek die Van Rees te verduren had, kwam van Lodewijk van Deyssel, die haar na de tweede druk van haar historische roman Een koningin zonder kroon (1873) in De Nieuwe Gids het zwijgen oplegde. Enerzijds had hij commentaar op haar dramatische en verheven schrijfstijl en anderzijds op de te nobele inborst van de personages.
In die tijd hadden de schrijfwerkzaamheden van Van Rees weinig te lijden onder de negatieve kritieken. De jaren tussen 1880 en 1893 waren voor haar het meest productief. Gedurende deze periode publiceerde zij op zijn minst negentien werken, het merendeel historische romans. Bovendien schreef zij enkele geromantiseerde biografieën van Händel, Bach, Van Beethoven, Chopin en Von Weber.

### 1890-1915
In de loop van de jaren ’90 keerde zij terug naar Duitsland, waar zij in Darmstadt ging wonen. Geldgebrek maar ook gevoelens van trots waren de belangrijkste redenen voor haar terugkeer naar het buurland. Haar middelen waren onvoldoende om in Nederland ‘op stand’ te kunnen leven. Daarbij wilde zij geen slecht figuur slaan bij haar rijke naaste familieleden. In 1901 werd zij nog gehuldigd door de feministische beweging. Zij besloot de verzamelde gelden die ter ere van deze viering bijeen waren gebracht aan een goed doel in Zuid-Afrika te schenken. Gezondheidsproblemen kwelden haar en ze had steeds minder zin om te schrijven, waardoor haar productiviteit aanmerkelijk afnam. Er kwamen nog slechts af en toe enkele bijdragen van haar in De Tijdspiegel, waaronder een bespiegeling over De vrouwenbeweging in Nederland. Verwijzend naar het buitenland riep zij daarin op om de discriminerende wetten waarin vrouwen worden achtergesteld op mannen te herzien. Zo sprak zij de wens uit om het kiesrecht voor vrouwen in Nederland in te voeren. Dit naar het voorbeeld van Nieuw-Zeeland en Zuid-Australië, waar die wetswijziging respectievelijk in 1893 en 1894 was aangenomen. Deze wens werd pas in 1919, na de dood van Van Rees, vervuld. Van Rees verbleef de laatste jaren in Nederland en overleed daar op 83-jarige leeftijd.
Als auteur en romanschrijfster was Catharina van Rees een van de voorvechtsters van het eerste uur van de Nederlandse vrouwenemancipatiebeweging. Minder op de voorgrond dan Elise van Calcar en Betsy Perk, deels vanwege haar lange verblijf in Duitsland en misschien ook omdat haar echte ambitie in de muziek lag, deed zij desalniettemin wat inzet, felheid en onverschrokkenheid betrof nooit voor hen onder. Uit haar persoonlijke correspondentie komt zij naar voren als een onafhankelijk denkende, gepassioneerde en trotse persoonlijkheid.

## Nalatenschap
Werk van Van Rees is bewaard in:
- collectie Catharina van Rees in het Nederlands Letterkundig Museum en Documentatiecentrum te 's-Gravenhage
- correspondentie in de Universiteitsbibliotheek te Leiden
- collectie bladmuziek in het Nederlands Muziek Instituut te 's-Gravenhage.

- Bibliothèque nationale de France: cb16437687j (data)
- Biografisch Portaal: 11473864
- Digitale Bibliotheek voor de Nederlandse Letteren: rees002
- International Standard Name Identifier: 0000 0003 9760 1429
- Nationale Bibliotheek van Tsjechië: mzk2011645790
- Nationale bibliotheek van Australië: 35593695
- Nederlandse Thesaurus van Auteursnamen: 071920986
- Istituto Centrale per il Catalogo Unico: BVEV195738
- Trove: 1007854
- Virtual International Authority File: 30149196674074792938